# Otó III del Sacre Imperi
Otó III (980 – 23 de gener del 1002) fou el quart monarca de la dinastia otoniana o saxona del Sacre Imperi Romanogermànic. Fou escollit rei d'Alemanya el 983, en morir el seu pare Otó II.

## Família
|  |                       |  |  |  |  |  |  |  |  |  |  |  |  |  |  |  |
|  | Enric I l'Ocellaire   |  |  |  |  |  |  |  |  |  |  |  |  |  |  |  |
|  |                       |  |  |  |  |  |  |  |  |  |  |  |  |  |  |  |
|  |                       |  |  |  |  |  |  |  |  |  |  |  |  |  |  |  |
|  | Otó I                 |  |  |  |  |  |  |  |  |  |  |  |  |  |  |  |
|  |                       |  |  |  |  |  |  |  |  |  |  |  |  |  |  |  |
|  |                       |  |  |  |  |  |  |  |  |  |  |  |  |  |  |  |
|  | Matilde de Ringelheim |  |  |  |  |  |  |  |  |  |  |  |  |  |  |  |
|  |                       |  |  |  |  |  |  |  |  |  |  |  |  |  |  |  |
|  |                       |  |  |  |  |  |  |  |  |  |  |  |  |  |  |  |
|  | Otó II                |  |  |  |  |  |  |  |  |  |  |  |  |  |  |  |
|  |                       |  |  |  |  |  |  |  |  |  |  |  |  |  |  |  |
|  |                       |  |  |  |  |  |  |  |  |  |  |  |  |  |  |  |
|  | Rodolf II de Borgonya |  |  |  |  |  |  |  |  |  |  |  |  |  |  |  |
|  |                       |  |  |  |  |  |  |  |  |  |  |  |  |  |  |  |
|  |                       |  |  |  |  |  |  |  |  |  |  |  |  |  |  |  |
|  | Adelaida d'Itàlia     |  |  |  |  |  |  |  |  |  |  |  |  |  |  |  |
|  |                       |  |  |  |  |  |  |  |  |  |  |  |  |  |  |  |
|  |                       |  |  |  |  |  |  |  |  |  |  |  |  |  |  |  |
|  | Berta de Suàbia       |  |  |  |  |  |  |  |  |  |  |  |  |  |  |  |
|  |                       |  |  |  |  |  |  |  |  |  |  |  |  |  |  |  |
|  |                       |  |  |  |  |  |  |  |  |  |  |  |  |  |  |  |
|  | Otó III               |  |  |  |  |  |  |  |  |  |  |  |  |  |  |  |
|  |                       |  |  |  |  |  |  |  |  |  |  |  |  |  |  |  |
|  |                       |  |  |  |  |  |  |  |  |  |  |  |  |  |  |  |
|  | Constantí Escler?     |  |  |  |  |  |  |  |  |  |  |  |  |  |  |  |
|  |                       |  |  |  |  |  |  |  |  |  |  |  |  |  |  |  |
|  |                       |  |  |  |  |  |  |  |  |  |  |  |  |  |  |  |
|  | Teòfano Esclerena     |  |  |  |  |  |  |  |  |  |  |  |  |  |  |  |
|  |                       |  |  |  |  |  |  |  |  |  |  |  |  |  |  |  |
|  |                       |  |  |  |  |  |  |  |  |  |  |  |  |  |  |  |
|  | Sofia Focena?         |  |  |  |  |  |  |  |  |  |  |  |  |  |  |  |
|  |                       |  |  |  |  |  |  |  |  |  |  |  |  |  |  |  |
|  |                       |  |  |  |  |  |  |  |  |  |  |  |  |  |  |  |

## Joventut
Va néixer a Kessel (Limburg), prop de Goch, als actuals Països Baixos. Fou aclamat a Verona el juny del 983, amb tres anys, i coronat a Aquisgrà el 25 de desembre del mateix any. El seu pare rei d'Alemanya havia mort quatre dies abans de la cerimònia, però la notícia no s'havia sabut a Alemanya abans de la coronació.
A principis del 984, Enric II de Baviera, deposat com a duc de Baviera per Otó II, va segrestar Otó III i va reclamar la regència com a membre de la casa regnant. Per acostar-se al seu objectiu, va aliar-se amb Lotari I de França. Willigis, arquebisbe de Magúncia, cap del partit d'Otó, va induir Enric a alliberar el rei i, amb això, va recuperar el seu ducat. D'aquesta manera, Otó va tornar a la seva mare, la princesa romana d'Orient Teofanu, que va actuar com a regent. Va abandonar la política imperialista del seu marit i es va consagrar a enfortir l'aliança entre l'Església i l'imperi. Tanmateix, no va poder impedir que França s'alliberés ràpidament de la influència germànica. Es va ocupar de les qüestions nacionals a l'Est de l'Imperi i, per exemple, va mantenir la supremacia feudal sobre Bohèmia.
Un cop morta la princesa, el 991, l'àvia d'Otó III, Adelaida d'Itàlia, va exercir de regent juntament amb el bisbe Willigis fins al 994 (data de la majoria d'edat del jove rei).
Els dots mentals d'Otó eren considerables i van ser cultivades per Bernward, més tard bisbe de Hildesheim, i per Gerbert d'Orlhac, arquebisbe de Reims i futur Papa de Roma.

## Visió imperial

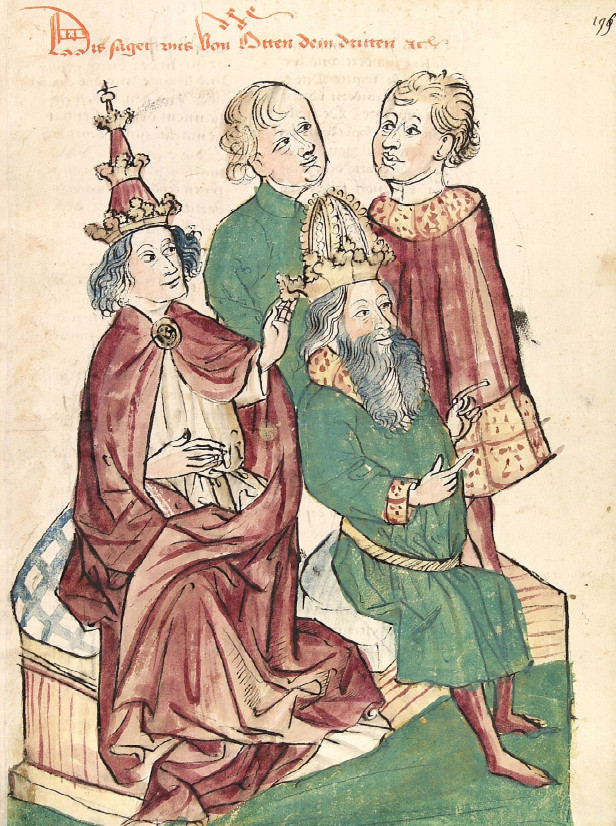
Otó III amb el papa Gregori V

Otó va intentar reviure la glòria i el poder de l'antiga Roma amb ell com a cap d'un Estat teocràtic. El 996, va acudir per ajudar el Papa Joan XV a petició del pontífex per sufocar la revolta del noble romà Crescenci II. Fou declarat rei dels Llombards a Pavia, però no va poder arribar a Roma abans de la mort del Papa. Un cop a la capital papal, va preparar l'elecció del seu cosí Bruno de Caríntia com a Papa Gregori V, el primer Papa alemany. El nou pontífex va coronar Otó emperador el 21 de maig del 996, a Roma. Els seus principals consellers eren dos importants personatges de l'època, Gerbert d'Orlhac (el seu tutor) i el bisbe Adalbert de Praga. Gràcies a aquests dos visionaris, a la influència de les ruïnes romanes i, tal vegada, de la seva mare romana d'Orient, Otó va somiar la restauració d'un imperi universal format per la unió del papat, l'Imperi Romà d'Orient i Roma.
No obstant això, tan bon punt va deixar Roma un any després, el magnat local Crescenci II va deposar Gregori V i va col·locar Joan XVI com a papa. Amb Matilda de Quedlinburg, tia d'Otó, com a regent a Alemanya, l'emperador va tornar a Itàlia i va reprendre la ciutat el febrer del 998, entrant al Castel Sant'Angelo (on fou executat Crescenci). L'antipapa fou mutilat i li van treure els ulls. Gregori V fou restaurat.
Otó va fer de Roma el centre administratiu del seu imperi i va recuperar tradicions cortesanes romanes d'Orient i romanes. Va adoptar els títols de "servent de Jesús", "servent dels apòstols" i "emperador del món". Després de la misteriosa mort de Gregori V el 999, Otó va preparar l'elecció de Gerbert com a Papa Silvestre II. Aquest nom no era casual: feia referència al primer papa Silvestre, que es considera que va crear l'Imperi Cristià al costat de l'emperador Constantí. Segons aquesta visió, Otó era el successor ideal de Constantí en la tasca de reunificar l'Imperi Romà.
Entre el 998 i el 1000, com a cristià devot, l'emperador va realitzar diverses peregrinacions. Va viatjar a la península de Gargano, al Sud d'Itàlia, i a Gaeta, on va conèixer Sant Nil el Jove, una figura religiosa molt venerada en aquells temps. Després de deixar Itàlia, amb el duc de Nàpols (pro-romà d'Orient), va visitar la tomba d'Adalbert de Praga (que els prussians havien fet màrtir) a Gniezno. Durant la seva trobada amb Boleslau I de Polònia en el congrés de Gniezno, va fundar l'arquebisbat de Polònia. A l'Europa de l'Est, Otó i el seu entorn van reforçar les relacions amb el ducat polonès i amb Esteve d'Hongria, que havia sol·licitat i obtingut la corona de Silvestre II. Otó era aconsellat per Romuald de Ravenna, l'eremita reformador, que li aconsellava de fer-se monjo.
Un altre model per a Otó era Carlemany. L'any 1000 va visitar-ne la tomba a Aquisgrà i se'n va endur relíquies. També duia parts del cos d'Adalbert, que va col·locar en una nova església que va fer erigir a la Isola Tiberina, Roma, que avui s'anomena San Bartolomeo all'Isola. A més, hi va afegir la pell de Sant Bartomeu.
Una revolta menor a la ciutat de Tivoli el 1001 va acabar amb ell. Va prendre la ciutat, però en va salvar els habitants, cosa que va sublevar el poble romà car Tivoli era una rival que volien veure destruïda. Així va sorgir una revolta dels romans, encapçalats per Gregori I de Túsculum. Otó es va trobar assetjat al seu palau i després expulsat de la ciutat. Es va retirar a Ravenna per dur a terme la penitència al monestir de Sant'Apollinare in Classe. Un cop reunit l'exèrcit, i esperant els reforços d'Hug I de Spoleto i Enric IV de Baviera Otó avançava vers el sud per reconquerir Roma. Tanmateix, va morir al castell de Paterno, prop de Civita Castellana, el 24 de gener del 1002. A la Pulla, una princesa romana d'Orient acabava de desembarcar per anar a casar-se amb ell.

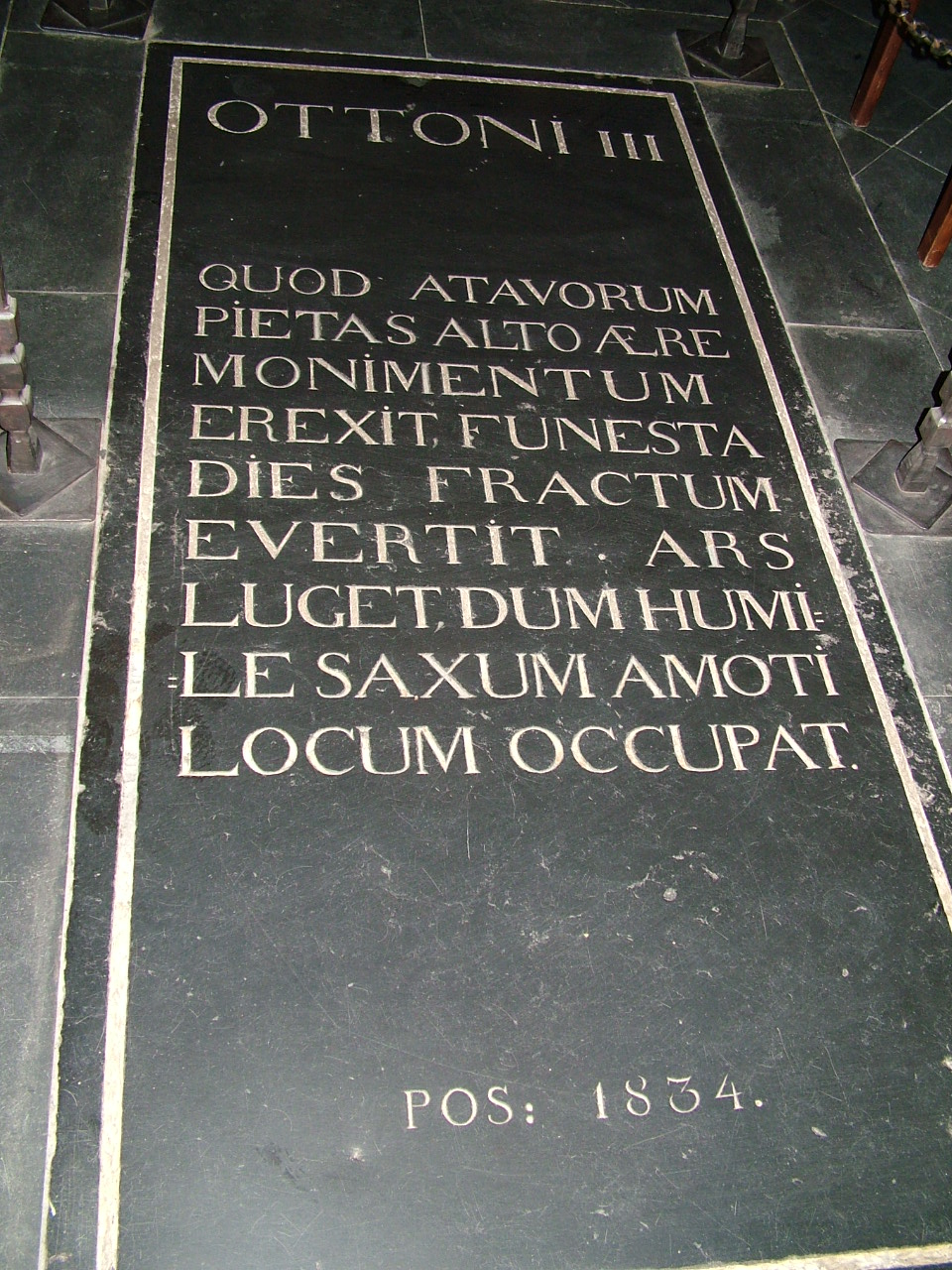
Sepulcre d'Otó III a la catedral imperial d'Aquisgrà.

## Mort
La mort d'Otó s'ha atribuït a causes diverses. Les fonts medievals parlen de malària, que hauria contret en alguns aiguamolls propers a Ravenna. Els romans apunten que Estefania, la vídua de Crescenci, el va seduir i enverinar. El cos d'Otó va tornar a Alemanya i fou enterrat a la catedral d'Aquisgrà, al costat de Carlemany. La seva tomba s'ha perdut.
Enric el va succeir com a rei d'Alemanya, i més endavant com a emperador, amb el nom d'Enric II.